# Giulio Basletta
Giulio Basletta (ur. 5 maja 1890 w Vigevano, zm. 5 lutego 1975 tamże) – włoski szpadzista, dwukrotny medalista olimpijski.
Na igrzyskach olimpijskich w Paryżu w 1924 roku wspólnie z Marcello Bertinettim, Giovannim Canovą, Vincenzo Cuccią, Virgilio Mantegazzą i Oreste Moriccą zdobył brązowy medal w szpadzie drużynowej. Na rozgrywanych cztery lata później igrzyskach olimpijskich w Amsterdamie Włosi w składzie: Giulio Basletta, Marcello Bertinetti, Giancarlo Cornaggia-Medici, Carlo Agostoni, Renzo Minoli i Franco Riccardi zdobyli drużynowo złoty medal. W obu przypadkach indywidualnie nie startował.
Był indywidualnym mistrzem Włoch w 1922. W latach 1940–1943 był prezydentem Włoskiej Federacji Szermierki.